# 95 Pułk Piechoty (LWP)

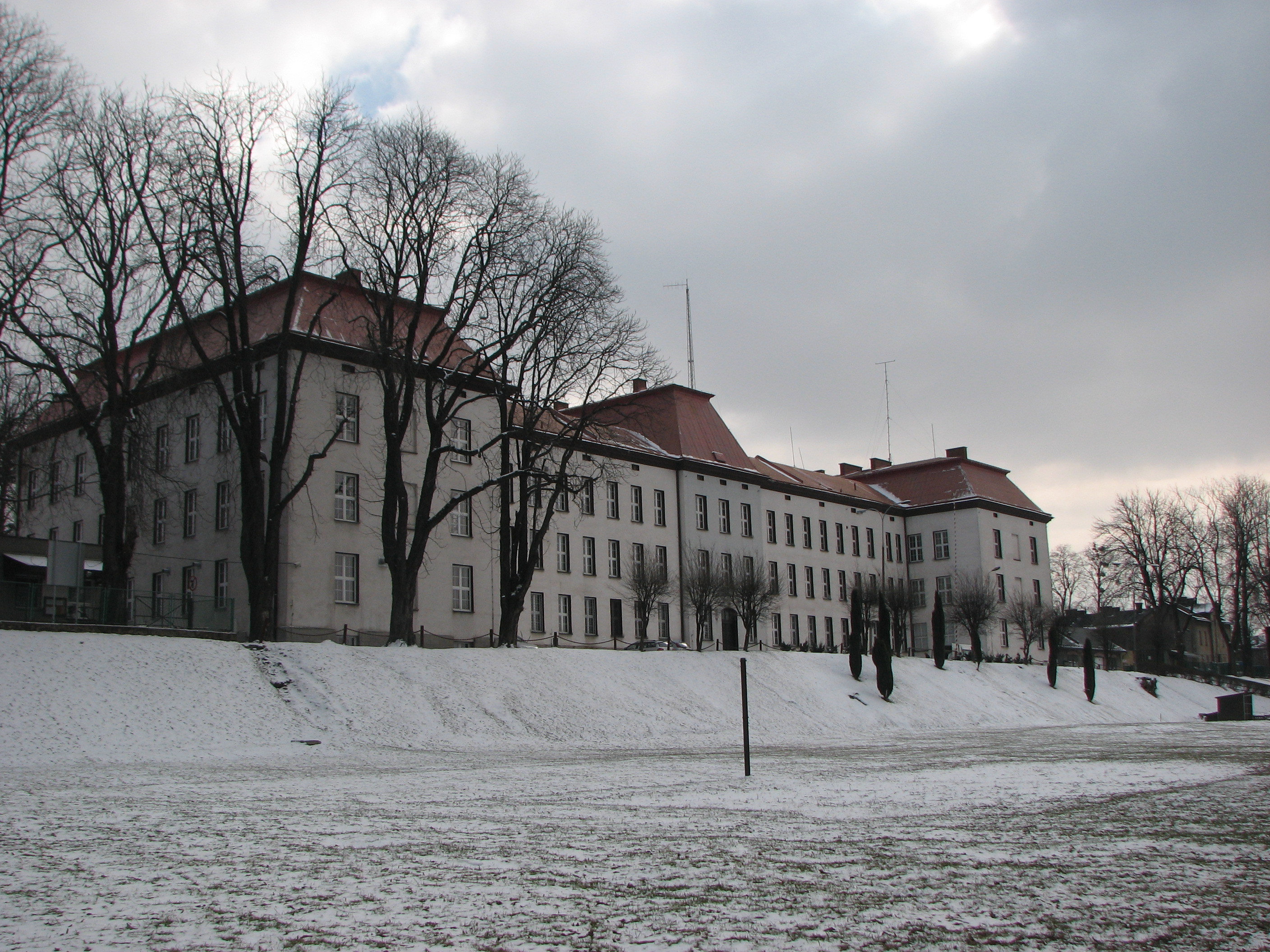
Dawne koszary w Cieszynie przy ul. Błogockiej

95 pułk piechoty – oddział piechoty ludowego Wojska Polskiego.
Sformowany w 1951. Wchodził w skład 29 Dywizji Piechoty. Stacjonował w garnizonie Cieszyn przy ul. Błogockiej. Rozformowany w 1956.

## Skład organizacyjny
dowództwo i sztab
- 2 bataliony piechoty
- artyleria pułkowa
  - dwie baterie armat 76 mm
  - bateria moździerzy
- pułkowa szkoła podoficerska
- kompanie: łączności, gospodarcza
- pluton: saperów

Stan etatowy wynosił:1234